# Abalakow-Test
Der Abalakow-Test (auch Jump-and-Reach-Test) in ein sportwissenschaftliches Testverfahren zur Ermittlung der maximalen vertikalen Sprungkraft.
Die Testperson trägt dabei einen Gürtel, an dem ein Maßband befestigt ist, welches sich in einem rechten Winkel zum Boden befindet. Es wird dabei die Entfernung zwischen Gürtel und Boden gemessen (Ausgangswert). Weiterhin befindet sich die Testperson in einem Quadrat mit einer Kantenlänge von 40 cm. Die Testperson führt anschließend aus der Hockstellung einen Strecksprung durch, wobei die Landung innerhalb des Quadrates erfolgen muss. Es wird nun der Wert des Maßbandes nach dem Sprung abgelesen und der Ausgangswert subtrahiert. Dieser Wert ergibt die Sprunghöhe.